# 爱沙尼亚铁路
59°26′19″N 24°44′04″E / 59.4385213°N 24.7343928°E
爱沙尼亚铁路，简称EVR，是爱沙尼亚的国家铁路公司。爱沙尼亚铁路网络包括691千米的宽轨(1520 mm)铁路，遍布全国，其中132 km 用来运行塔林附近的Elektriraudtee通勤列车。爱沙尼亚铁路还运营火车，通往全国各地以及俄罗斯、拉脫维亚。

## 列车
- 56 C36-7型柴油机车

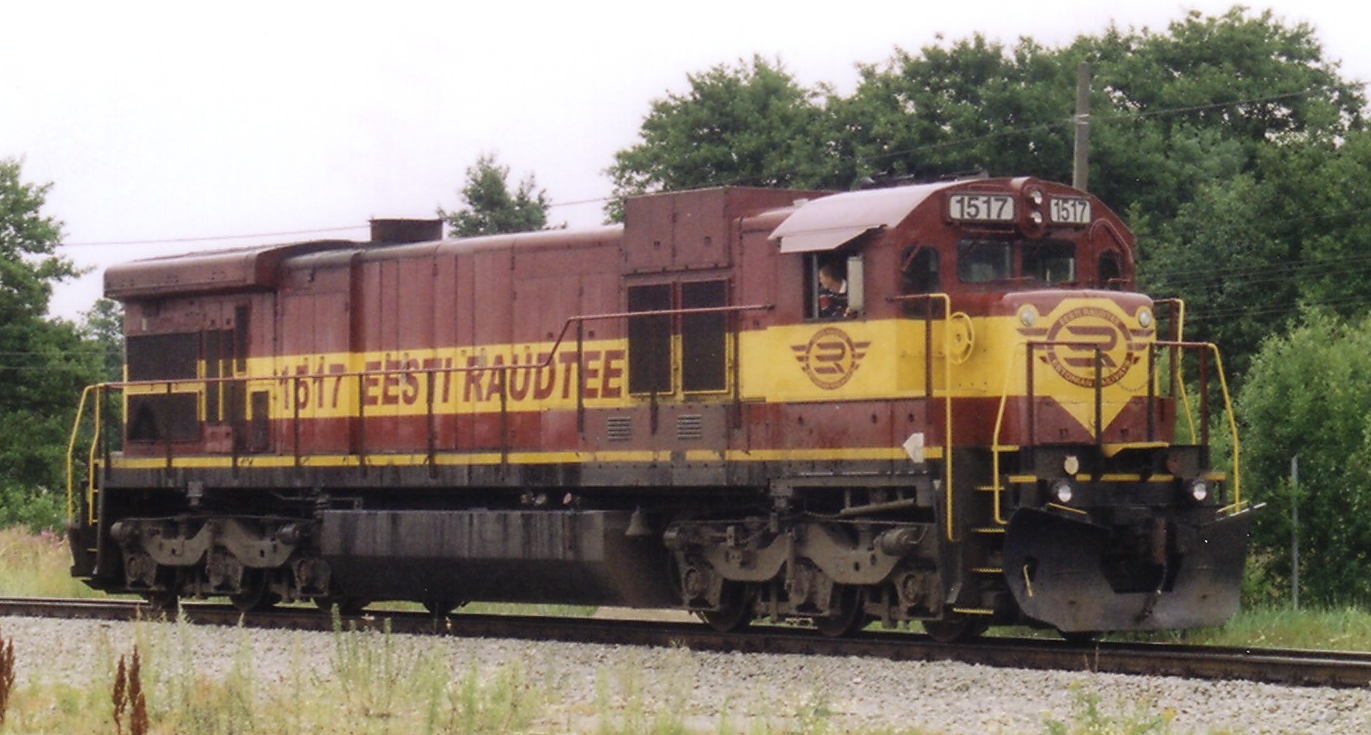
1. 1517 GE C36-7型柴油机车

- 16 东风7G型柴油机车,中国北车集团北京二七机车厂制造，2012年开始投入使用。[1]

## 外部連結
愛沙尼亞鐵路公司 （页面存档备份，存于）（文）